# Fabiana Claudinová
Fabiana Marcelino Claudinová (* 24. ledna 1985 Belo Horizonte) je brazilská volejbalistka.
S brazilskou reprezentací se zúčastnila tří olympijských her, na OH 2008 a OH 2012 získala zlaté medaile, v Londýně 2012 byla kapitánkou týmu a získala cenu pro nejlepší blokařku. Na mistrovství světa ve volejbale žen skončila s brazilským týmem druhá v letech 2006 a 2010 a třetí v roce 2014. Má také zlatou medaili z Panamerických her 2011 a z FIVB Volleyball World Grand Prix 2004, 2006, 2008, 2009, 2013 a 2014, v roce 2006 byla vyhlášena nejlépe smečující hráčkou turnaje. Vyhrála FIVB Volleyball World Grand Prix v letech 2013 a 2014, v roce 2014 byla zvolena nejlepší hráčkou.
Začínala v klubu Minas v Belo Horizonte, odkud přestoupila do Rexony Rio de Janeiro, s níž vybojovala pět titulů brazilských mistryň. Sezónu 2011/12 strávila ve Fenerbahçe Istanbul, kde vyhrála Ligu mistryň CEV. pak se vrátila do Brazílie do klubu SESI São Paulo, v jehož dresu získala třetí místo na mistrovství světa ve volejbale klubů 2014.